# 蘭札文

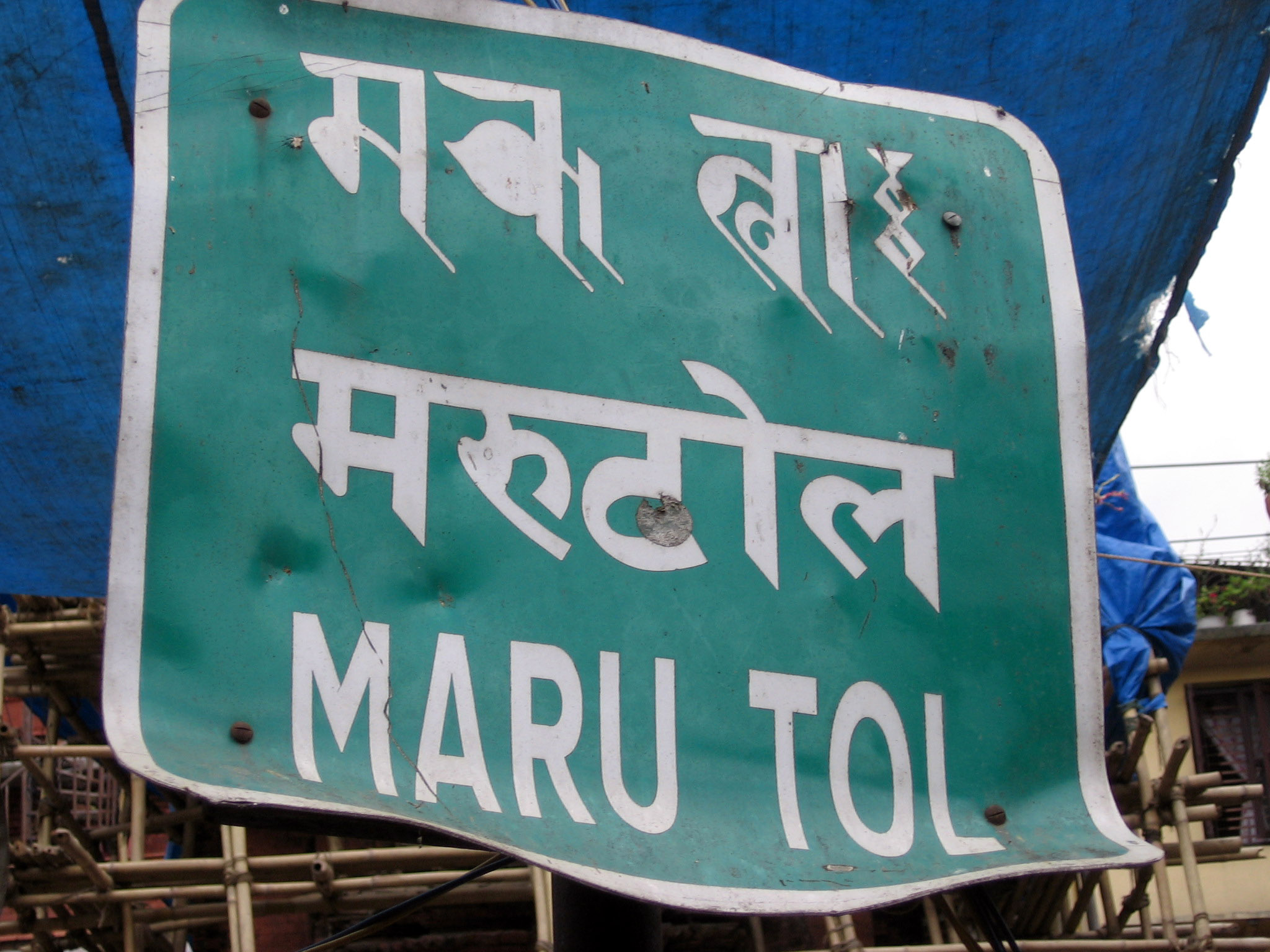
加德满都的道路标志，从上至下分别为蘭扎文、天城文和英文

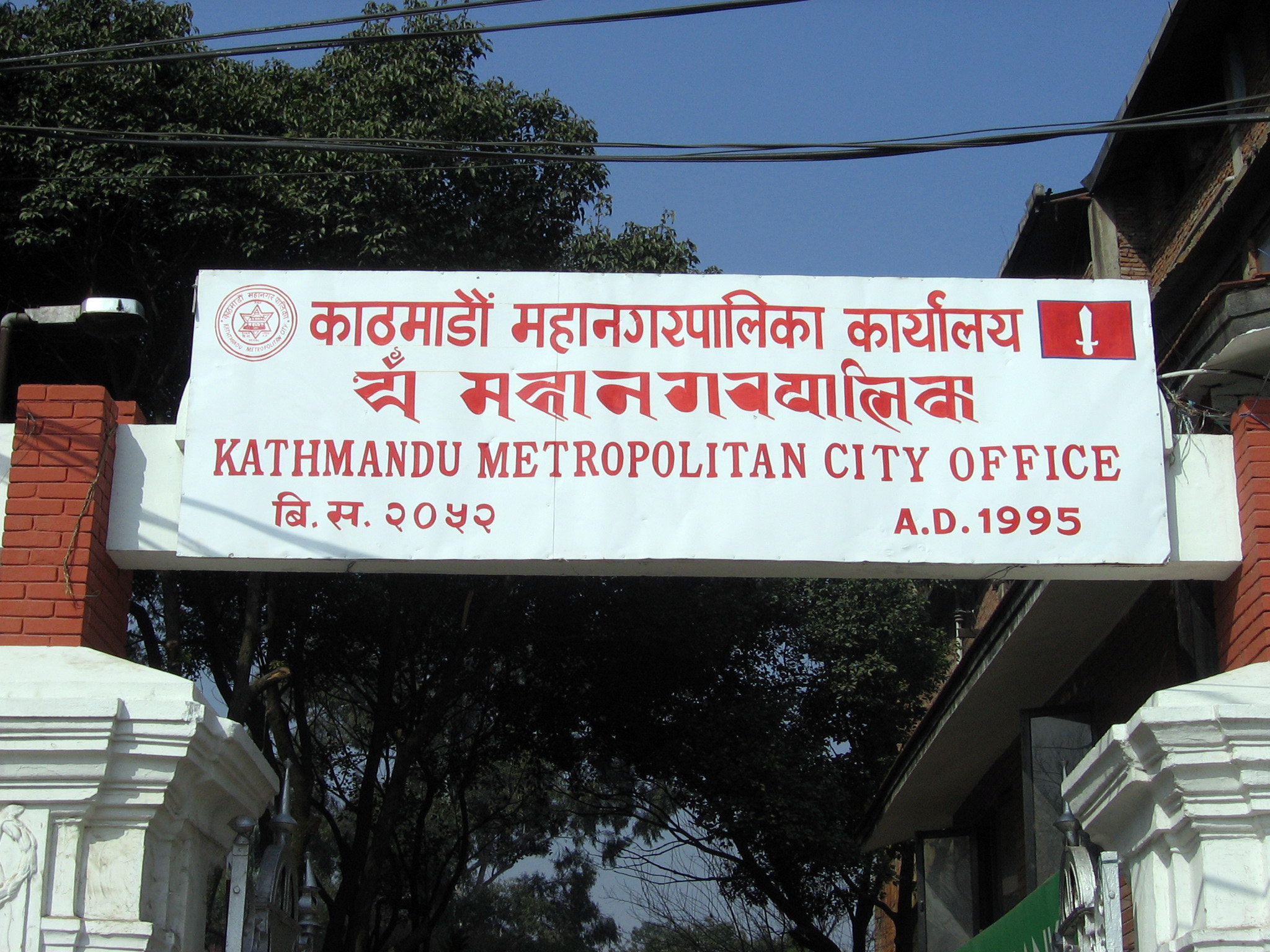
加德滿都市鎮府的牌匾，第二行即蘭扎文

蘭扎文是在十一世紀從婆羅米文派生出來的元音附標書寫系統。它主要在尼泊尔用於書寫尼瓦尔语，其叫做Lantsa的變體也用於藏傳佛教書寫梵語。它通常從左至右橫寫，但Kutakshar形式從上至下書寫。它被認為是尼瓦尔语的書法形式。常用于藏传佛教寺廟中装饰使用，但蘭扎文不同于藏文字母。

## 歷史
它是婆羅米系文字并類似於北印度和尼泊爾的天城文。這種文字也常在大乘佛教和金剛乘佛教寺廟中使用。它和Prachalit文一起被當作尼泊爾的文字之一。
Kapitanagar的Bhiksu Ananda用金墨水寫成的《八千頌般若經》可確定日期到尼瓦历345年（公元1215年），展示了這種文字的輝煌歷史。

## 字母表

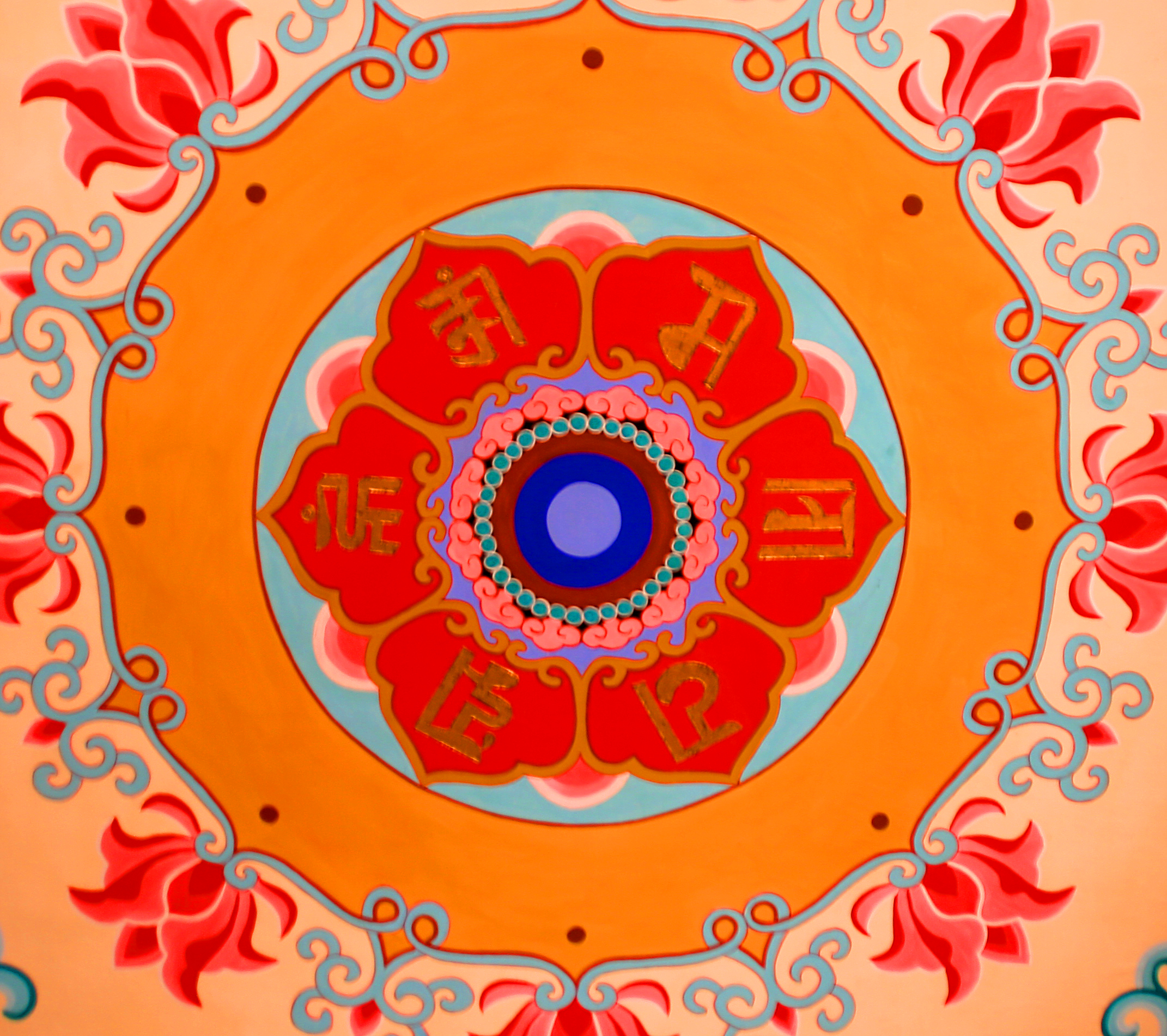
中国天津市一座寺院天井里用兰扎字母书写的真言

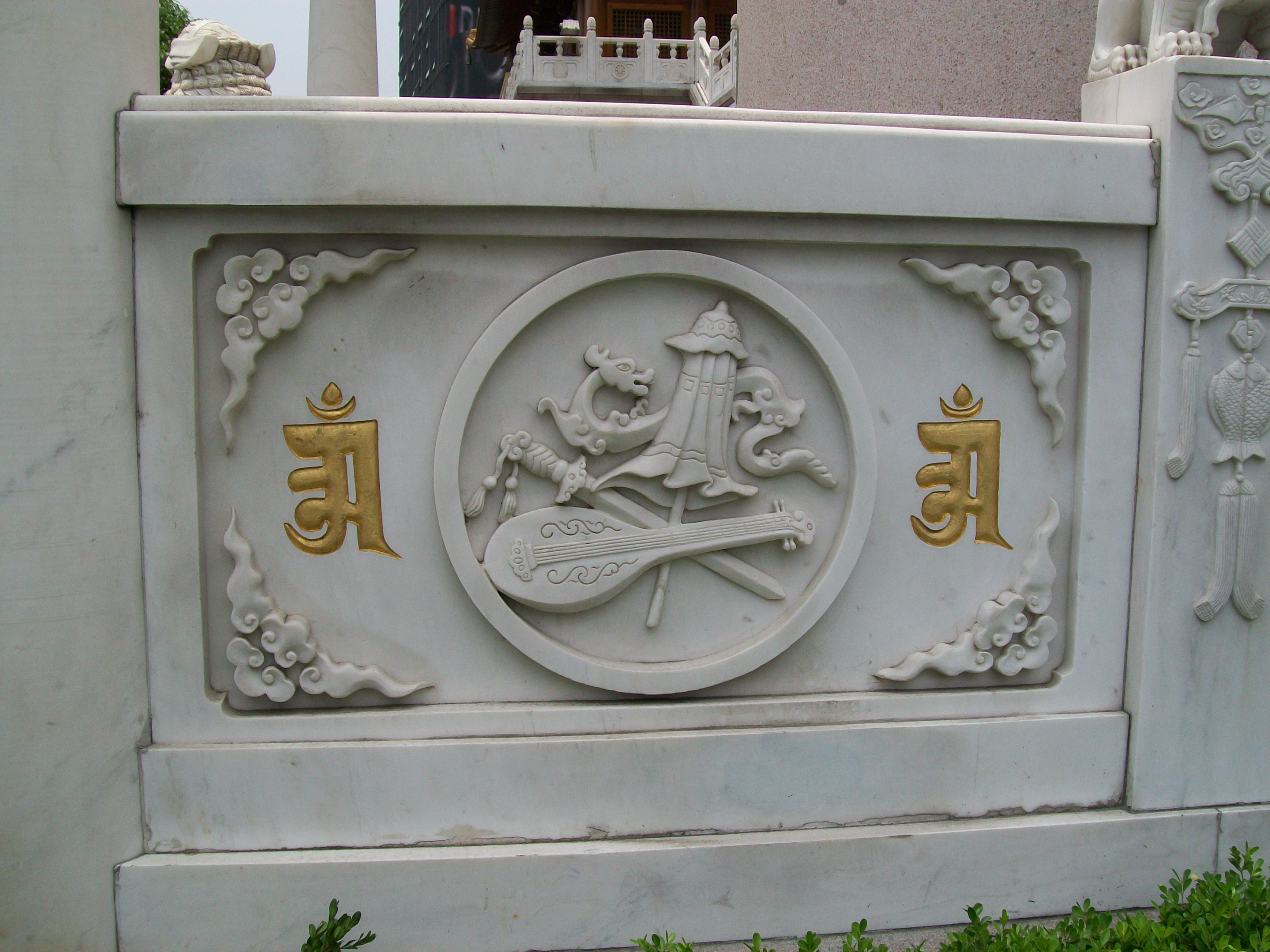
上海市静安寺，四大天王的三昧耶形周围书写兰扎文的唵。

### 元音
| a अ | i इ | u उ | ṛ ऋ | ḷ ऌ | e ए  | o ओ  |
| ā आ | ī ई | ū ऊ | ṝ ॠ | ḹ ॡ | ai ऐ | au औ |

| aṃ अं | aḥ अः |

### 辅音
| k क | kh ख | g ग | gh घ | ṅ ङ |
| c च | ch छ | j ज | jh झ | ñ ञ |
| ṭ ट | ṭh ठ | ḍ ड | ḍh ढ | ṇ ण |
| t त | th थ | d द | dh ध | n न |
| p प | ph फ | b ब | bh भ | m म |
| y य | r र  | l ल | v व  |     |
| ś श | ṣ ष  | s स | h ह  |     |

### 符号

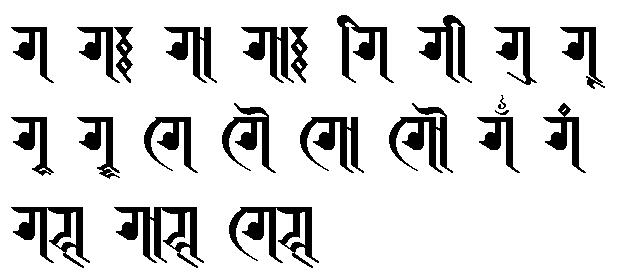
ग
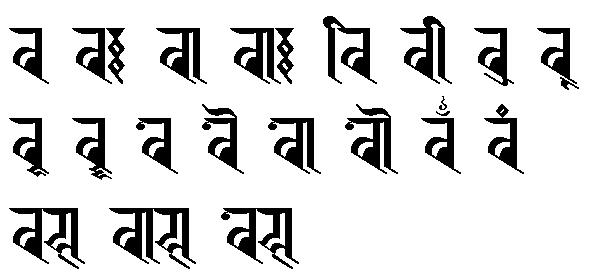
ब
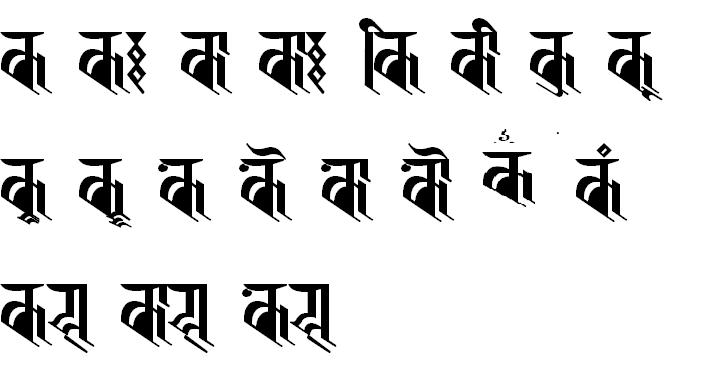
क

元音符号的添加方法有以上三种。
- ख, ञ,ठ,ण,थ,ध,श 按照 ग 的规则添加
- घ,ङ,च,छ,झ,ट,ड,ढ,त,द,न,न्ह,प,फ,ब,भ,म,य,र,ह्र,ल,ल्ह,व,व्ह,ष,स,ह,त्र 按照 ब 的规则添加
- ज,म्ह,ह्य,क्ष, ज्ञ 按照 क 的规则添加

| kṣ क्ष | tr त्र | jñ ज्ञ |

## 數字
| 0 ० | 1 १ | 2 २ | 3 ३ | 4 ४ | 5 ५ | 6 ६ | 7 ७ | 8 ८ | 9 ९ |

## 使用
兰扎文字母在现代尼泊尔主要用来记述尼瓦尔语，但也可以用于记述梵语。大乘佛教和密教在传统上各种真言也用此书写，比如觀世音菩薩的六字真言「唵嘛呢叭咪吽」（Oṃ Maṇi Padme Hūṃ）、多羅菩薩的「十字心咒」嗡達咧嘟達咧嘟咧娑哈（oṃ tāre tuttāre ture svāhā）、文殊菩薩的五字真言「啊惹巴紮那」（梵文天城體：“अ र प च न”，拉丁轉寫：a ra pa ca na；藏語：ཨ་ར་པ་ཙ་ན་，威利转写：a ra pa tsa na）等等。也会用于印度教的碑文。
中国以及其他东南亚的佛教中，记述咒语真言更多的是采用悉曇文字。但是后来随着藏传佛教影响的增强，兰扎文也开始逐渐普及。因此，尽管东南亚各地也有兰扎文的存在，但普及程度不如悉曇文字。朝鲜開城特別市1346年的佛鐘上有用兰扎文书写的《仏頂尊勝陀羅尼經》，被认为是兰扎文被使用场景的最东端。

## 传入西藏
兰扎文字传到西藏，被称作 Lantsa (藏文：ལཉྫ་、扩展威利转写: lany+dza) ，直接源于梵语的 Rañja，与尼泊尔的标准兰扎文略有不同，在西藏用于记述梵语的文章。《文殊所説最胜妙义经》《金剛經》《小品般若经》等都有这种文字的版本。该文字还用于《翻訳名義大集》（Mahāvyutpatti）梵藏词典的写本、刊本。但时到今日，最常用于藏语文献的标题，将梵文标题用兰扎字母书写，而之后的内容则用藏文字母转写、并加藏语翻译。另外在寺院墙壁、轉經筒、曼荼羅的装饰中也能见到。

## 20世纪之后
在20世纪中叶起兰扎文在尼泊尔逐渐被弃用，但今年使用场景急剧增加。加德满都、拉利特普尔、巴克塔普爾、吉爾蒂布爾等地方政府开始在标志、便签上使用兰扎文。在加德满都盆地开始促进保护尼瓦尔语言的运动，定期举办学习班。兰扎文被尼瓦尔语普及运动所承认，并被用于报纸、网站标题。尼泊尔、德国还有保护兰扎文写本的共同合作项目。
2009年，葉密豪还撰写了将兰扎文收入 Unicode 区块的提案。

## 畫廊

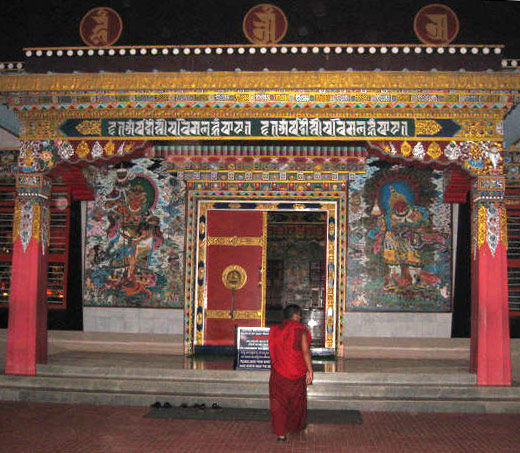
藏傳佛教宁玛派寺院裡使用裝飾性的蘭扎文
用蘭扎文和藏文書寫的蓮花生真言
用蘭扎文和藏文書寫的多羅菩薩真言
时轮的十字真言做成的單個花押字
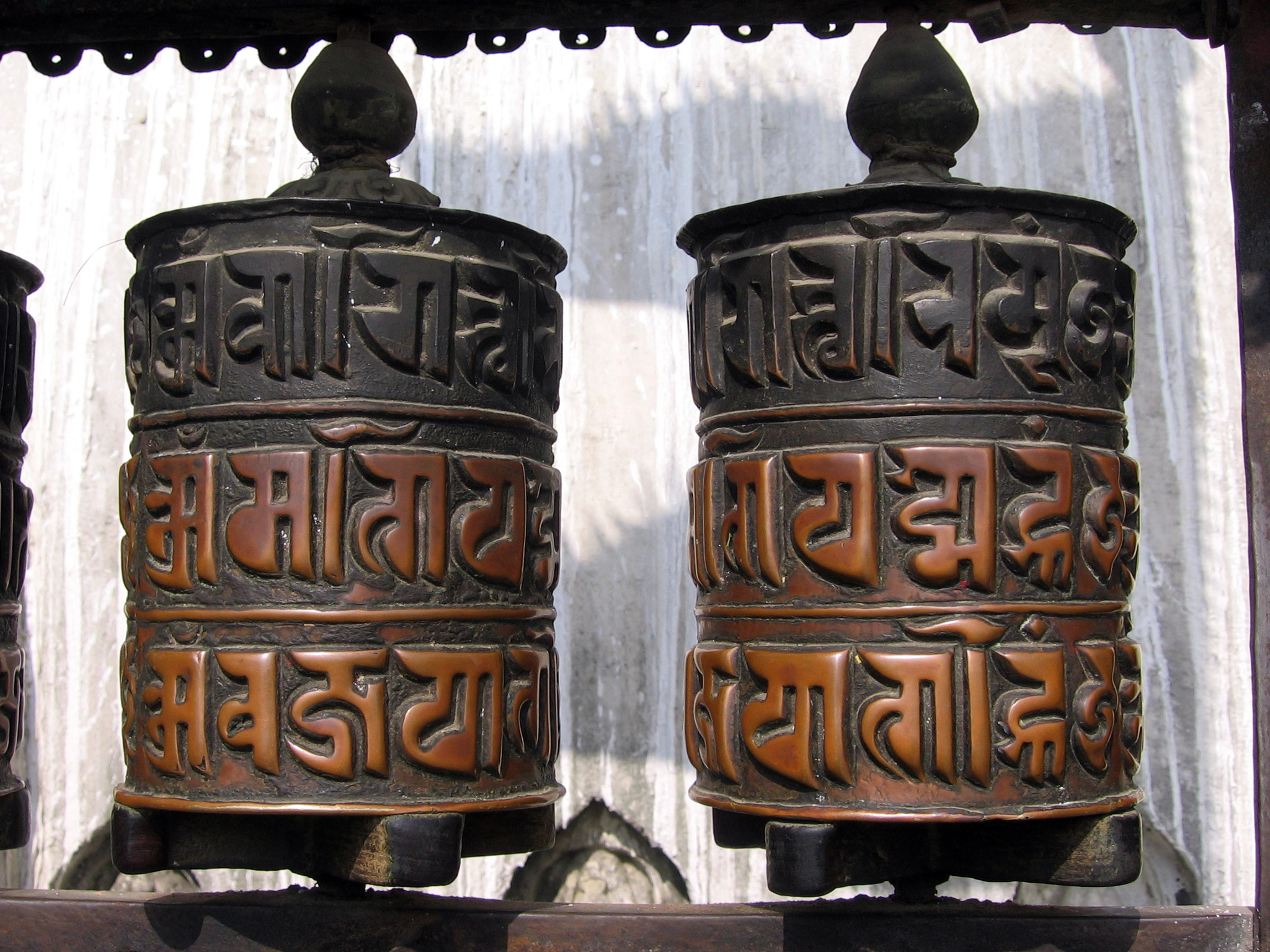
斯瓦扬布纳特寺廟裡的轉經筒
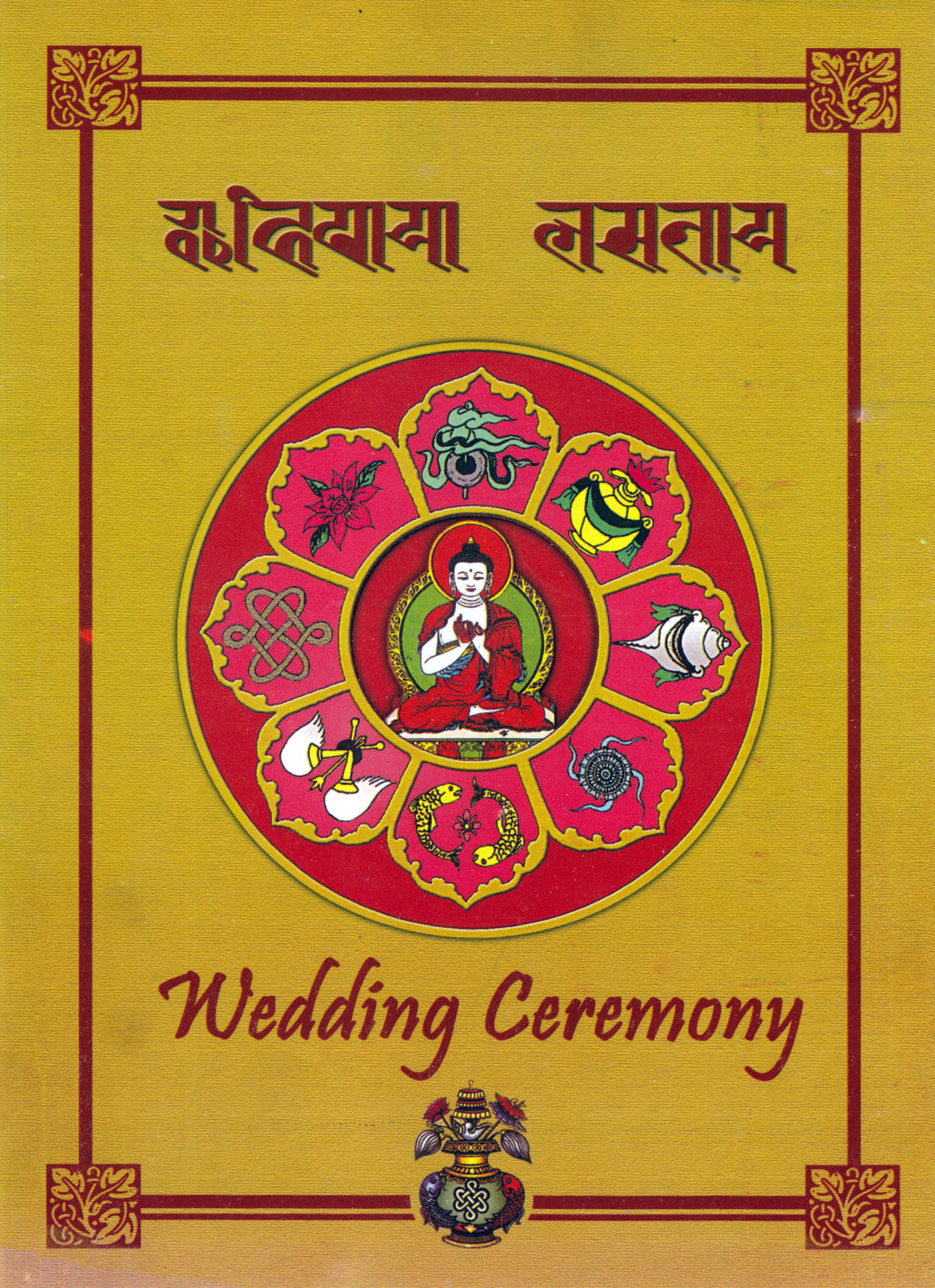
請柬
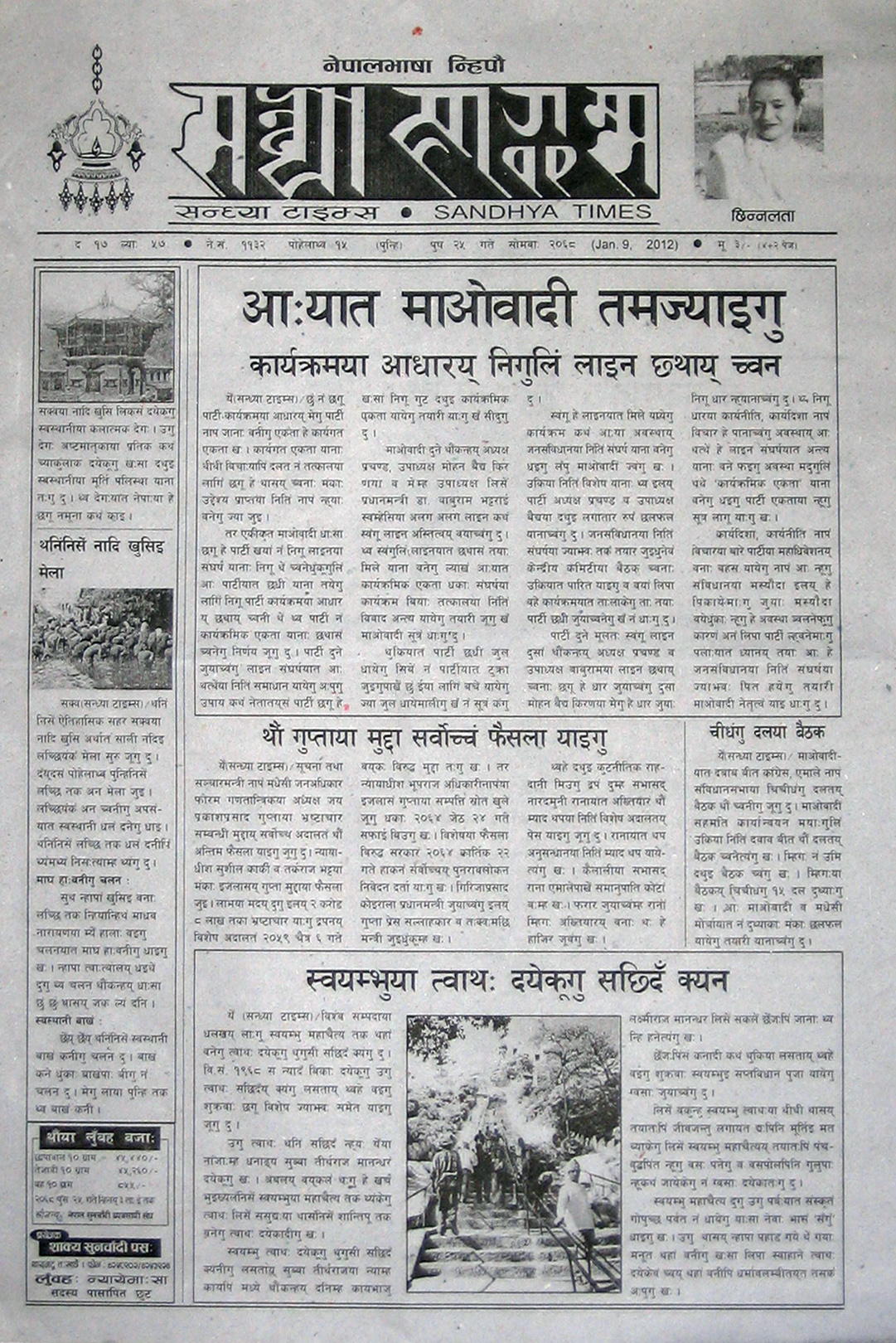
報紙 Sandhya Times

## 引用
1. ↑  .   [2009-08-13]. （原始内容存档于2021-02-25）.
2. ↑  .   [2009-08-26]. （原始内容存档于2020-02-19）.
3. ↑  .   [2009-08-13]. （原始内容存档于2007-06-09）.
4. ↑  .   [2009-08-13]. （原始内容存档于2020-08-14）.
5. ↑  .   [2020-10-24]. （原始内容存档于2020-11-09）.
6. ↑  .   [2020-10-24]. （原始内容存档于2015-04-27）.
7. ↑  .   [2009-10-26]. （原始内容存档于2009-10-26）.
8. ↑  .   [2020-10-24]. （原始内容存档于2021-01-28）.
9. ↑  Jiang, Wu (2008). Enlightenment in Dispute: The Reinvention of Chan Buddhism in Seventeenth-Century China: p. 146
10. ↑  Jens-Uwe Hartmann. .  (PDF). 1998: 37–39  [2020-10-24]. （原始内容存档 (PDF)于2021-02-25）.
11. ↑  .   [2009-08-13]. （原始内容存档于2007-06-09）.
12. ↑  .   [2009-08-13]. （原始内容存档于2021-02-24）.
13. ↑   (PDF).   [2020-10-24]. （原始内容存档 (PDF)于2020-11-24）.

## 外部連結
- Newari/Ranjana script page on Omniglot （页面存档备份，存于）
- Proposal for encoding Newari in Unicode （页面存档备份，存于）
- Manuscripts in Ranjana
- Ranjana script （页面存档备份，存于）
- Lantsha script （页面存档备份，存于）